# Ельке Ціммерманн
Ельке Ціммерманн (нім. Elke Zimmermann; 1958–2019) — німецька герпетологиня і приматологиня, авторка описання нових видів.

## Біографія
У 1981 році закінчила Гоенгаймський університет, у 1985 році отримала ступінь доктора природничих наук.  З 1985 по 1989 рік Циммерманн працювала асистентом-дослідником у рамках пріоритетної програми DFG «Основи розведення приматів» і протягом цього часу закінчила свою абілітацію з акустичної комунікації у тварин. З 1990 по 1992 рік Ціммерманн працювала в Констанцькому університеті старшим науковим співробітником на кафедрі Губерта Маркля.
Ціммерман створила дослідницьку групу біокомунікації в Німецькому центрі приматів у Геттінгені за грантом DFG Heisenberg і працювала там з 1992 по 1996 рік в Інституті зоології. У 2013 році вона отримала посаду запрошеного професора в Університеті Монпельє (Франція), а також викладала як запрошений професор в Університеті Махаджанги (Мадагаскар).

## Описані види
- Microcebus ravelobensis
- Lepilemur aeeclis
- Lepilemur randrianasoli
- Microcebus danfossi
- Lepilemur sahamalazensis
- Lepilemur manasamody
- Lepilemur grewcocki
- Microcebus bongolavensis
- Lepilemur otto